# Alfa Pyxidis
Alfa Pyxidis (α Pyxidis / α Pyx / HD 74575) è la stella più brillante della costellazione della Bussola. Situata a circa 850 anni luce dalla Terra, la sua magnitudine apparente è +3,68. Occasionalmente viene chiamata con il suo nome tradizionale Al Sumut, dall'arabo السموت al-sumūt, che significa "cammino" o "direzione" della bussola.

## Caratteristiche fisiche
Alfa Pyxidis è una gigante blu di classe spettrale B1,5III circa 12 volte più massiccia del Sole e avente un raggio 8 volte superiore; si tratta di una stella piuttosto giovane rispetto al Sole, con un'età stimata in meno di 20 milioni di anni e nonostante sia catalogata come gigante le sue caratteristiche fanno pensare che potrebbe essere ancora una stella di sequenza principale, che non abbia ancora terminato l'idrogeno da fondere in elio nel suo nucleo.
Come molte stelle di classe B è più povera di metalli rispetto al Sole; inoltre sembra possedere un disco circumstellare attorno a sé ed essere molto probabilmente una variabile Beta Cephei.